# The Firm (película)
The Firm es una película estadounidense de 1993, dirigida por Sydney Pollack y protagonizada por Tom Cruise, Jeanne Tripplehorn, Gene Hackman, Ed Harris, Holly Hunter, Hal Holbrook y David Strathairn en los papeles principales. Está basada en la novela homónima de 1991 del escritor John Grisham.

## Argumento
Mitch McDeere ha realizado sus estudios de abogado con brillantez, y es contratado por un despacho de abogados. Él y su esposa Abigail "Abby" McDeere se trasladan a la ciudad de Memphis, donde el despacho les facilita una vivienda, un automóvil y todo lo necesario. A medida que pasa el tiempo, McDeere empieza a sospechar de que en ese despacho se realizan operaciones ilegales y que matan a todos los abogados suyos que quieren salirse de esto. Esta sospecha finalmente la confirma el FBI, cuando matan a un investigador privado suyo, que investigaba las muertes de dichos abogados.
Le informan que la empresa es, entre otras cosas, el único representante legal de la Familia Morolto de Chicago, una organización de la mafia de allí, que, a través de ellos, lavan su dinero ilegal y quieren que les ayude a demostrarlo. Mitch se resiste, porque perdería la licencia y tendría luego que ir al programa de protección de testigos, lo que significaría el fin de su libertad, pero tampoco quiere saber algo de ese despacho que le llenaron de dinero para luego, con el tiempo, querer corromperle en provecho de sus intereses criminales.
Cuando descubre que su despacho además cometió fraude postal en detrimento de todos sus clientes durante años, incluido los Morolto, él ve la posibilidad de acabar con ellos y de satisfacer al FBI sin perder su licencia y su integridad y empieza a trabajar al respecto. Sin embargo, el despacho le está vigilando y ya está en camino de darse cuenta de sus intenciones. Mitch tendrá que utilizar toda su astucia para salir de toda esta situación peligrosa y comprometedora.

## Reparto
- Tom Cruise - Mitch McDeere
- Jeanne Tripplehorn - Abigail "Abby" McDeere
- Gene Hackman - Avery Tolar
- Ed Harris - Wayne Terrance
- Holly Hunter - Tammy Hemphill
- Hal Holbrook - Oliver Lambert
- David Strathairn - Ray McDeere
- Terry Kinney - Lamar Quin
- Wilford Brimley - Bill Devasher
- Sullivan Walker - Barry Abanks
- Gary Busey - Eddie Lomax
- Paul Sorvino - Tommie Morolto
- Karina Lombard - chica que seduce a McDeere

## Producción
Al elegir los actores para la película se consideró a Jason Patric para el papel de Mitch, pero él lo rechazó. Finalmente, Tom Cruise obtuvo ese papel. También cabe destacar, que, a pesar de que el papel de Avery Tolar estaba escrito para un hombre, se consideró a Meryl Streep para interpretarlo. Sin embargo, al final, se dejó como estaba antes y se encargó a Gene Hackman encarnarlo.

## Recepción
La película se estrenó en los Estados Unidos el 30 de junio de 1993 y se estrenó en España el 26 de noviembre de 1993.  La película, a pesar de tener cambios en el guion respecto al libro, consiguió un tremendo éxito comercial, en buena medida debido a su atractivo reparto, que encabezan Tom Cruise y el veterano Gene Hackman. Se convirtió, para ser más precisos, en la tercera más taquillera de 1993.

## Premios
- Premio BMI 1994: a Dave Grusin
- Premio People’s Choice Award 1994: a la película favorita

Candidaturas
- Premio Oscar 1994: a la mejor actriz secundaria (Holly Hunter), y a la mejor música (Dave Grusin)
- Premio BAFTA 1994: a la mejor actriz secundaria (Holly Hunter)
- Premio Grammy 1994: a la mejor música – cine (Dave Grusin)
- Premios MTV Movie 1994: a la mejor actuación masculina y al hombre más deseable (Tom Cruise)